# Royal Scots College
Das The Royal Scots College (spanisch Real Colegio de Escoceses) ist das 1627 gegründete schottische, römisch-katholische Priesterseminar mit Sitz Salamanca, Spanien.

## Geschichte
Das Royal Scots College wurde 1627 im Auftrag des schottischen Militärs und Diplomaten der spanischen Krone William Semple of Lochwinnoch und seiner Frau Doña María de Ledesma durch schottische Priester in Madrid gegründet. Der schottische Jesuit Hugo Sempilius (Hugh Sempill) war Prokurator des Seminars. In der Stiftungsurkunde von 1627 wurde festgeschrieben, dass die Priesteramtskandidaten durch Geburt Schotten sein mussten. 1771 ergab sich die Möglichkeit, das ehemalige jesuitische Seminar San Ambrosio in Valladolid zu übernehmen. 1988 erfolgte die Umsiedlung an die Päpstliche Universität Salamanca, an der auch höhere Abschlüsse in Theologie und Kirchenrecht möglich waren. Ein Gebäudekomplex der Ordensgemeinschaft der Maristen wurde erworben und wird seit 1996 als Sitz des Royal Scots College in Salamanca genutzt. 2014 erfolgte eine Neustrukturierung des Seminars.
Begründung für die Gründung eines schottischen Priesterseminars in Spanien lag in dem 1560 von dem schottischen Parlament verfügten Verbot der katholischen Kirche in Schottland. Daher wurde zunächst ein Priesterseminar in Tournay gegründet (später nach Douai verlegt) sowie auch in Rom, Paris und Madrid. Unterstützung der schottischen Katholiken fanden sie auch in Benediktinerklöstern in Regensburg und Würzburg.